# Vår kamp

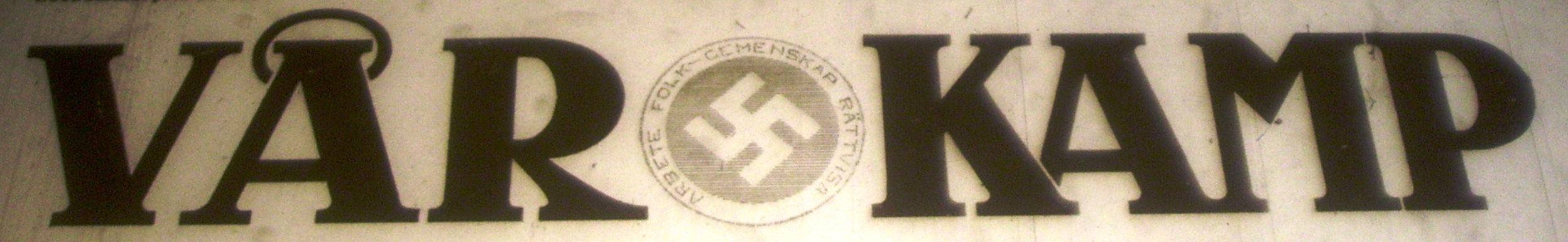
Tidskriftens vinjett

Vår kamp var namnet på en nationalsocialistisk tidskrift i Sverige under 1930-talet. 
Tidningen grundades den  15 mars 1930 som organ för Nysvenska Folkförbundet. I oktober samma år gick Nysvenskarna ihop med Sveriges Nationalsocialistiska Folkparti och bildade Nysvenska Nationalsocialistiska Förbundet. Vår kamp följde med som organ för den nya gemensamma rörelsen under devisen "Huvudorgan för nationalsocialismen i Sverige" och med Sven Olov Lindholm som redaktör. 
1931 bytte Förbundet namn till Svenska Nationalsocialistiska Partiet (SNSP) som 1933 splittrades i flera falanger.
Vår kamp blev då organ för Nationalsocialistiska Samlingspartiet (NSSP) som snart gick ihop med flera andra nazistpartier och bildade 
Nationalsocialistiska Blocket, där den blev ett av partiets tidningar med K. Hallonsten som redaktör och Göteborg som utgivningsort.